# インスティトゥートACコルドバ
インスティトゥート・アトレティコ・セントラル・コルドバ（Instituto Atlético Central Córdoba）、通称インスティトゥート（Instituto）は、アルゼンチン・コルドバ州の州都コルドバを本拠地とするスポーツクラブである。

## 概要
1918年8月8日に鉄道労働者らによって創設された。当時のクラブ名はインスティトゥート・フェロカリル・セントラル・コルドバ（Instituto Ferrocarril Central Córdoba）だった。1973年にプリメーラ・ディビシオン（1部リーグ）に初昇格した。

## ライバル
インスティトゥート・コルドバの最大のライバルは、ラシン・デ・コルドバである。他に同じコルドバを本拠地とするタジェレス・デ・コルドバ、ベルグラーノともライバル関係にある。

## タイトル

### 国内タイトル
- プリメーラB・ナシオナル : 2回
  - 1998-99, 2003-04

### 国際タイトル
なし

## 現所属メンバー
2025年3月19日現在
注：選手の国籍表記はFIFAの定めた代表資格ルールに基づく。
| No. | Pos. |              | 選手名                         |
| --- | ---- | ------------ | ------------------------------ |
| 2   | DF   | パラグアイ   | フアン・フランコ               |
| 4   | DF   | アルゼンチン | レオネル・モセビッチ           |
| 5   | DF   | アルゼンチン | ニコラス・サラサール           |
| 6   | DF   | アルゼンチン | フェルナンド・アラルコン ()    |
| 7   | FW   | アルゼンチン | マティアス・ゴドイ             |
| 8   | FW   | アルゼンチン | ホナス・アセベド               |
| 9   | FW   | アルゼンチン | ファクンド・スアレス           |
| 10  | FW   | アルゼンチン | シルビオ・ロメロ               |
| 11  | FW   | アルゼンチン | ダミアン・バタリーニ           |
| 14  | MF   | アルゼンチン | フランシス・マック・アリスター |
| 15  | MF   | アルゼンチン | マティアス・ガジャルド         |
| 16  | MF   | アルゼンチン | ヘレミアス・ラサロ             |
| 17  | MF   | アルゼンチン | フランチェスコ・ロ・チェルソ   |
| 18  | DF   | アルゼンチン | ルーカス・ロドリゲス           |
| 19  | MF   | アルゼンチン | ガストン・ロディコ             |

| No. | Pos. |              | 選手名                 |
| --- | ---- | ------------ | ---------------------- |
| 21  | DF   | アルゼンチン | エリアス・ペレイラ     |
| 22  | MF   | アルゼンチン | ダミアン・プエブラ     |
| 23  | DF   | ウルグアイ   | エマヌエル・ベルトラン |
| 27  | FW   | アルゼンチン | アレックス・ルーナ     |
| 28  | GK   | アルゼンチン | マヌエル・ロッフォ     |
| 29  | FW   | アルゼンチン | ニコラス・コルデロ     |
| 30  | MF   | アルゼンチン | フランコ・ディアス     |
| 31  | DF   | アルゼンチン | ゴンサロ・レケナ       |
| 32  | FW   | アルゼンチン | ホナタン・デラロッサ   |
| 34  | MF   | アルゼンチン | ステファノ・モレイラ   |
| 35  | GK   | アルゼンチン | エマヌエル・シッターロ |
| 38  | GK   | アルゼンチン | ホアキン・パパレオ     |
| 42  | DF   | アルゼンチン | ラウタロ・カレーラ     |
| 77  | FW   | アルゼンチン | ルカ・クリモヴィッツ   |

## 歴代所属選手
- ペドロ・サルダーニョ
- エバリスト・バレーラ
- サルバドール・マストロシモーネ
- ホセ・ルイス・サルダーニョ
- リカルド・チェリーニ
- マリオ・アルベルト・ケンペス
- オズワルド・アルディレス
- アルベルト・ベルトラン
- ウーゴ・クリオーニ
- ラウール・デ・ラ・クルス・チャパーロ
- エンリケ・ニエト
- エルネスト・コルティ
- マリオ・アクーニャ
- フェルナンド・ニコラス・オリバ
- クラウディオ・サリア
- ディエゴ・クリモヴィッツ
- ダニエル・アンヘル・ヒメネス
- サンティアゴ・ライモンダ
- アドリアン・ペラルタ
- シルヴィオ・ロメロ
- パウロ・ディバラ
- ラウール・ダミアーニ
- ラモン・アビラ
- ホルヘ・カランサ
- イバン・フリオス
- グスタボ・ゴッティ